# Филлипс, Джон (футболист)
То́мас Джо́н Се́ймур Фи́ллипс (англ. Thomas John Seymour Phillips; 7 июля 1951, Шрусбери, Шропшир — 31 марта 2017) — валлийский футболист, играл на позиции вратаря.

## Биография

### Игровая карьера
Филлипс начинал карьеру в «Шрусбери Таун», за который дебютировал в возрасте 17 лет и отыграл целый сезон.
Затем он стал игроком «Астон Виллы», из которой в августе 1970 года перешёл в «Челси»; сумма трансфера составила 25 000 фунтов стерлингов. В составе «аристократов» Филлипс отыграл 10 сезонов, выиграл Кубок обладателей кубков УЕФА 1971 года, но при этом он был вторым вратарём, проигрывая конкуренцию Питеру Бонетти. Всего в составе «Челси» во всех турнирах сыграл 149 матчей.
Покинув «Челси», Филлипс в последующие годы играл за несколько английских клубов в низших лигах, сыграв за два сезона только 9 матчей.
За сборную Уэльса сыграл 4 матча, дебютировав в 1973 году в игре против сборной Англии; матч закончился поражением «драконов» со счётом 3:0.

### Смерть
Скончался 31 марта 2017 года в возрасте 65 лет после продолжительной болезни.